# فريدريك بروستر لوميس
فريدريك بروستر لوميس (بالإنجليزية: Frederic Brewster Loomis)‏ هو أستاذ جامعي أمريكي، ولد في 22 نوفمبر 1873 في بروكلين في الولايات المتحدة، وتوفي في 28 يوليو 1937 في سيتكا في الولايات المتحدة.